# 布爾錫克山
79°43′S 84°23′W / 79.717°S 84.383°W
布爾錫克山（英語：Mount Bursik）是南極洲的山峰，位於埃爾斯沃思地，屬於赫里蒂奇嶺中索霍爾特峰的一部分，海拔高度2,500米，美國地質調查局根據測量和該國海軍的空中照片繪入地圖，現時由南極條約體系管理。